# Commersonia viscidula
Commersonia viscidula là một loài thực vật có hoa trong họ Cẩm quỳ. Loài này được Guymer mô tả khoa học đầu tiên năm 2005.